# Grote of Sint-Janskerk (Linschoten)
De Grote- of Sint-Janskerk in het Nederlandse Linschoten is een van oorsprong katholieke kerk uit de 13de eeuw die aan Johannes de Doper was gewijd. Na de reformatie kwam de kerk in protestantse handen.
In 1482 ging de kerk voor een deel in vlammen op, omdat in de tijd van de Hoekse en Kabeljauwse twisten poorters van Montfoort zich in de kerk hadden verschanst. Zij werden letterlijk uitgerookt.
Op het Maria-altaar was lange tijd de Gedachtenistafel van de heren van Montfoort te zien. Dit is nu ondergebracht in het Rijksmuseum Amsterdam.
Ten zuiden van de kerk ligt een slingermuur die vermoedelijk rond 1770 is gebouwd.
Tegenwoordig wordt de kerk gebruikt voor zondagse kerkdiensten van de PKN-gemeente. Er is een ochtenddienst die begint om 9.30 uur en een avonddienst die begint om 18.30 uur. De huidige predikant is Ds. B.M. van den Bosch.